# Metro v Jerevanu
Jerevanské metro, od roku 1999 nesoucí oficiální název Jerevanské metro Karena Demirčjana, arménsky Կարեն Դեմիրճյանի անվան Երեւանի մետրոպոլիտեն, je systém podzemní dráhy v arménském hlavním městě Jerevan.
Metro má jednu trasu o délce 13,4 kilometru, na níž se nachází deset stanic. Jeho výstavba začala roku 1972 a otevřeno bylo v roce 1981, jakožto osmé metro v SSSR (tehdy mělo čtyři stanice a 7,6 kilometru). V té době byla Arménie součástí Sovětského svazu, a tak bylo metro vystavěno dle tradičního sovětského modelu – s velmi hluboko položenými stanicemi (20-70 metrů). Stanice byly bohatě vyzdobeny, zejména arménskými národními motivy. Metro si získalo velkou oblibu a důvěru cestujících zejména po roce 1988, kdy odolalo velkému zemětřesení, jež Arménii toho roku postihlo; fungovalo již druhý den po zemětřesení.
Od roku 1999 nese metro jméno arménského politika Karena Demirčjana, který byl toho roku zastřelen spolu s několika dalšími politiky při teroristickém útoku v arménském parlamentu (byl tehdy jeho předsedou). Krom toho, že byl Demirčjan spolu se zastřeleným premiérem Vazgenem Sarkisjanem prohlášen po atentátu za národního hrdinu, Demirčjan se v 80. letech podílel (jako první tajemník Komunistické strany Arménie) i na prosazování výstavby metra, přesněji na změně projektu z podzemní tramvaje právě na metro.